# Tour Part-Dieu
Tour Part-Dieu  är en skyskrapa i Lyons storstadsområde i Frankrike.
Skyskrapan med 165 våningar och 45 våningar slutfördes 1977 och är i dag den nionde högsta byggnaden i Frankrike. De översta tio våningarna upptas av Radisson SAS Hotel Lyon och resten av våningarna hyser kontor.